# Timbres d'Allemagne fédérale 1964
 (mars 2025).
Les timbres-poste de l'Allemagne fédérale de 1964, émis par la Deutsche Bundespost, administration publique des services postaux ouest-allemands, se composent de quarante-quatre timbres commémoratifs et de huit timbres d'usage courant.
Parmi les timbres commémoratifs, huit d'entre eux se présentent sous la forme d'un carnet représentant huit figures emblématiques de la résistance allemande au nazisme, dans le cadre du 20e anniversaire de la tentative d'attentat contre Hitler du 20 juillet 1944.

## Liste des timbres émis

### Liste des timbres commémoratifs
| Timbre | Description | Valeur faciale (Pfennig) | Date d'émission | Date de fin de validité | Nombre de tirages | Auteur            | Numéro |
| ------ | --- | ------------------------ | --------------- | ----------------------- | ----------------- | ----------------- | ------ |
|        | Timbre de bienfaisance, Poissons - Hareng Clupea harengus | 10+5                     | 10 avril        | 31 décembre 1965        | 6.600.000         | Heinsdorff        | 412    |
|        | - Sébaste atlantique Sebastes viviparus | 15+5                     | 10 avril        | 31 décembre 1965        | 6.900.000         | Heinsdorff        | 413    |
|        | - Carpe Cyprinus carpio | 20+10                    | 10 avril        | 31 décembre 1965        | 6.600.000         | Heinsdorff        | 414    |
|        | - Morue Gadus morhua | 40+20                    | 10 avril        | 31 décembre 1965        | 5.800.000         | Heinsdorff        | 415    |
|        | Capitales des Länder de la République fédérale d'Allemagne - Hanovre, Ancien Hôtel de Ville | 20                       | 29 avril        | 31 décembre 1966        | 30.000.000        | Heinz Schillinger | 416    |
|        | - Hambourg, Port de Hambourg | 20                       | 6 mai           | 31 décembre 1966        | 30.000.000        | Heinz Schillinger | 417    |
|        | - Kiel, Port de Ferry | 20                       | 6 mai           | 31 décembre 1966        | 30.000.000        | Heinz Schillinger | 418    |
|        | - Munich, Théâtre national de Munich | 20                       | 6 mai           | 31 décembre 1966        | 30.000.000        | Heinz Schillinger | 419    |
|        | - Wiesbaden, Kurhaus de Wiesbaden | 20                       | 6 mai           | 31 décembre 1966        | 30.000.000        | Heinz Schillinger | 420    |
|        | - Berlin, Palais du Reichstag | 20                       | 19 septembre    | 31 décembre 1966        | 30.000.000        | Heinz Schillinger | 421    |
|        | - Mayence, Musée Gutenberg | 20                       | 25 septembre    | 31 décembre 1966        | 30.000.000        | Heinz Schillinger | 422    |
|        | - Düsseldorf, Statue de Jean-Guillaume de Neubourg-Wittelsbach | 20                       | 24 octobre      | 31 décembre 1966        | 30.000.000        | Heinz Schillinger | 423    |
|        | - Bonn, Hôtel de Ville | 20                       | 17 mai 1965     | 31 décembre 1966        | 30.000.000        | Heinz Schillinger | 424    |
|        | - Brême, Hôtel de Ville | 20                       | 17 mai 1965     | 31 décembre 1966        | 30.000.000        | Heinz Schillinger | 425    |
|        | - Stuttgart, Vue de la ville | 20                       | 17 mai 1965     | 31 décembre 1966        | 30.000.000        | Heinz Schillinger | 426    |
|        | - Sarrebruck, Ludwigskirche | 20                       | 23 octobre 1965 | 31 décembre 1966        | 30.000.000        | Heinz Schillinger | 427    |
|        | 1200e anniversaire de l'abbaye bénédictine d'Ottobeuren Vue du ciel de l'édifice | 20                       | 29 mai          | 31 décembre 1965        | 20.000.000        | Ege               | 428    |
|        | Réélection du Président fédéral Heinrich Lübke (1894–1972) - Mandature de président de la République fédérale d'Allemagne de 1959 à 1969                                                              | 20                       | 1er juillet     | 31 décembre 1969        | 77.700.000        | Schardt           | 429    |
|        | - Mandature de président de la République fédérale d'Allemagne de 1959 à 1969 | 40                       | 1er juillet     | 31 décembre 1969        | 41.100.000        | Schardt           | 430    |
|        | 20e anniversaire de la tentative d'attentat contre Hitler du 20 juillet 1944 - Sophie Scholl (1921–1943)                                                                                              | 20                       | 20 juillet      | 31 décembre 1966        | 6.941.000         | E. und Gerd Aretz | 431    |
|        | - Ludwig Beck (1880–1944) | 20                       | 20 juillet      | 31 décembre 1966        | 6.941.000         | E. und Gerd Aretz | 432    |
|        | - Dietrich Bonhoeffer (1906–1945) | 20                       | 20 juillet      | 31 décembre 1966        | 6.941.000         | E. und Gerd Aretz | 433    |
|        | - Alfred Delp (1907–1945) | 20                       | 20 juillet      | 31 décembre 1966        | 6.941.000         | E. und Gerd Aretz | 434    |
|        | - Carl Friedrich Goerdeler (1884–1945) | 20                       | 20 juillet      | 31 décembre 1966        | 6.941.000         | E. und Gerd Aretz | 435    |
|        | - Wilhelm Leuschner (1890–1944) | 20                       | 20 juillet      | 31 décembre 1966        | 6.941.000         | E. und Gerd Aretz | 436    |
|        | - Helmuth James Graf von Moltke (1907–1945) | 20                       | 20 juillet      | 31 décembre 1966        | 6.941.000         | E. und Gerd Aretz | 437    |
|        | - Claus Schenk Graf von Stauffenberg (1907–1944) | 20                       | 20 juillet      | 31 décembre 1966        | 6.941.000         | E. und Gerd Aretz | 438    |
|        | Assemblée générale des églises de l'Alliance réformée mondiale à Francfort Jean Calvin (1509–1564) | 20                       | 3 août          | 31 décembre 1966        | 20.000.000        | Karl Oskar Blase  | 439    |
|        | Progrès dans la technologie et la science - Découverte de la structure chimique du benzène par Friedrich Kekulé von Stradonitz                                                                        | 10                       | 14 août         | 31 décembre 1966        | 70.000.000        | Karl Oskar Blase  | 440    |
|        | - Découverte de la fission nucléaire de l'uranium par Otto Hahn et Fritz Strassmann | 15                       | 14 août         | 31 décembre 1966        | 70.000.000        | Karl Oskar Blase  | 441    |
|        | - Moteur à gaz de Nikolaus Otto et Eugen Langen | 20                       | 14 août         | 31 décembre 1966        | 70.000.000        | Karl Oskar Blase  | 442    |
|        | 100e anniversaire de la mort de Ferdinand Lassalle - Ferdinand Lassalle (1825–1964), homme politique allemand d'origine juive, penseur, socialiste, cofondateur du Parti social-démocrate d'Allemagne | 20                       | 31 août         | 31 décembre 1966        | 30.000.000        | Rischka           | 443    |
|        | Katholikentag allemand à Stuttgart - Soleil stylisé accompagné du slogan wandelt euch durch ein neues denken                                                                                          | 20                       | 2 septembre     | 31 décembre 1966        | 20.000.000        | Neufeld           | 444    |
|        | Émission Europa 1964 - Fleur stylisée contenant les initiales du CEPT | 15                       | 14 septembre    | 31 décembre 1966        | 30.000.000        | Betemps           | 445    |
|        | - Fleur stylisée contenant les initiales du CEPT | 20                       | 14 septembre    | 31 décembre 1966        | 70.000.000        | Betemps           | 446    |
|        | Timbre de charité 1964, La Belle au bois dormant Conte des frères Grimm - La fée Carabosse lance une malédiction à la Belle au bois dormant enfant.                                                   | 10+5                     | 6 octobre       | 31 décembre 1966        | 45.496.000        | Börnsen           | 447    |
|        | - Lors de ses 16 ans, la princesse se pique au doigt avec le fuseau de la fée Carabosse. | 15+5                     | 6 octobre       | 31 décembre 1966        | 14.739.000        | Börnsen           | 448    |
|        | - Passées cent années, après avoir traversé la haie d'épines formée tout autour du palais, un prince retrouve la Belle au bois dormant.                                                               | 20+5                     | 6 octobre       | 31 décembre 1966        | 16.678.000        | Börnsen           | 449    |
|        | - Lorsque tout le monde se réveille du sommeil de 100 ans, le cuisinier, qui avait encore la main levée sur le marmiton, lui donne une gifle.                                                         | 40+20                    | 6 octobre       | 31 décembre 1966        | 8.106.000         | Börnsen           | 450    |
|        | Jeux olympiques d'été de Tokyo Le judo et le volley-ball firent leur première apparition officielle lors de ces Jeux olympiques.                                                                      | 20                       | 10 octobre      | 31 décembre 1966        | 30.000.000        | Heinz Schillinger | 451    |
|        | 250 ans de la Cour fédérale des comptes allemande Aigle prussien | 20                       | 30 octobre      | 31 décembre 1966        | 30.000.000        | Kern              | 452    |
|        | Premier anniversaire de la mort de John Fitzgerald Kennedy John F. Kennedy, Président des États-Unis                                                                                                  | 40                       | 21 novembre     | 31 décembre 1966        | 20.000.000        | Gerhardt          | 453    |

### Liste des timbres d'usage courant
| Timbre | Description | Valeur faciale (Pfennig) | Date d'émission | Date de fin de validité | Nombre de tirages | Auteur     | Numéro |
| ------ | --- | ------------------------ | --------------- | ----------------------- | ----------------- | ---------- | ------ |
|        | Série « Deutsche Bauwerke aus zwölf Jahrhunderten » (« Patrimoine allemand à travers douze siècles ») - Zwinger, palais des rois de Saxe, à Dresde | 10                       | 12 mars 1965    | 30 juin 2002            | 1.210.000.000     | Otto Rohse | 454    |
|        | - Château de Tegel à Berlin | 15                       | 12 mars 1965    | 30 juin 2002            | 1.200.000.000     | Otto Rohse | 455    |
|        | - Torhalle de l'abbaye de Lorsch | 20                       | 12 mars 1965    | 30 juin 2002            | 2.500.000.000     | Otto Rohse | 456    |
|        | - Château fort de Trifels | 40                       | 12 mars 1965    | 30 juin 2002            | 130.000.000       | Otto Rohse | 457    |
|        | - Monastère de Ellwangen | 50                       | 15 décembre     | 30 juin 2002            | 250.000.000       | Otto Rohse | 458    |
|        | - Porte Treptower Tor à Neubrandenbourg | 60                       | 15 décembre     | 30 juin 2002            | 34.000.000        | Otto Rohse | 459    |
|        | - Porte Osthofentor à Soest | 70                       | 29 mai 1965     | 30 juin 2002            | 60.000.000        | Otto Rohse | 460    |
|        | - Porte Ellinger Tor à Weissenburg in Bayern | 80                       | 15 décembre     | 30 juin 2002            | 135.000.000       | Otto Rohse | 461    |

## Sources
- (de) Cet article est partiellement ou en totalité issu de l’article de Wikipédia en allemand intitulé « Briefmarken-Jahrgang 1964 der Deutschen Bundespost » (voir la liste des auteurs).